# Автогравюра
Автогравюра (від авто… і гравюра) — гравюра, у якій  друкарську форму на дереві, лінолеумі або металі (мідь, цинк, сталь) виконує сам художник — автор композиції.